# Almira Sessions
Pour les articles homonymes, voir Sessions.
Almira Sessions, née le 16 septembre 1888 à Washington (district de Columbia) et morte le 3 août 1974 à Los Angeles (Californie), est une actrice américaine.

## Biographie
Almira Sessions entame sa carrière en 1909 au théâtre, se produisant entre autres dans le répertoire du vaudeville. En particulier, elle joue six fois à Broadway, depuis une revue en 1932 jusqu'à une comédie musicale en 1939-1940. Entretemps, citons la pièce Ethan Frome de David et Owen Davis (adaptation du roman éponyme d'Edith Wharton, 1936, avec Raymond Massey dans le rôle-titre et Ruth Gordon), ainsi que l'opérette L'Auberge du Cheval-Blanc de Ralph Benatzky (1936-1937, avec Kitty Carlisle et William Gaxton).
Au cinéma, comme second rôle ou non créditée, elle contribue à cent-vingt-neuf films américains (y compris des westerns), les deux premiers sortis en 1932, dont un court métrage. Suivent notamment Les Voyages de Sullivan de Preston Sturges (1941, avec Joel McCrea et Veronica Lake), Monsieur Verdoux de Charlie Chaplin (1947, avec le réalisateur et Martha Raye), Harvey d'Henry Koster (1950, avec James Stewart et Josephine Hull), Casanova Junior de Don Weis (1953, avec Debbie Reynolds et Bobby Van), ou encore L'Étrangleur de Boston de Richard Fleischer (1968, avec Henry Fonda et Tony Curtis). Son dernier film est Willard de Daniel Mann (1971, avec Bruce Davison et Elsa Lanchester).
À la télévision américaine, outre un téléfilm diffusé en 1969, elle apparaît dans cinquante-trois séries, depuis la série-western The Lone Ranger (deux épisodes, 1950) jusqu'à 1972. Entretemps, mentionnons Les Aventuriers du Far West (deux épisodes, 1955-1957), Alfred Hitchcok présente (deux épisodes, 1959-1960), Les Monstres (un épisode, 1964) et Les Mystères de l'Ouest (un épisode, 1968).
Almira Sessions meurt en 1974, à 85 ans. Elle est inhumée au Hollywood Forever Cemetery.

## Théâtre à Broadway (intégrale)
- 1932 : Chamberlain Brown's Scrap Book, revue produite et écrite par Chamberlain Brown, musique et lyrics de divers auteurs : Mme Knickerbocker
- 1936 : Ethan Frome, adaptation par David et Owen Davis du roman éponyme d'Edith Wharton, décors et lumières de Jo Mielziner : une citoyenne de Starkfield
- 1936-1937 : L'Auberge du Cheval-Blanc (White Horse Inn), opérette, musique de Ralph Benatzky, livret original d'Erik Charell, Hans Müller et Robert Gilbert adapté par David Freedman, nouveaux lyrics d'Irving Caesar, costumes d'Ernst Stern et Irene Sharaff, direction musicale de Victor Baravalle, mise en scène d'Erik Charell : Mlle Katzenjammer
- 1937 : Curtain Call de Le Roy Bailey : Lolo Campinii
- 1938 : Shadow and Substance de Paul Vincent Carroll, mise en scène de Peter Godfrey : Rosie Violet
- 1939-1940 : Yokel Boy, comédie musicale, musique et lyrics de Lew Brown, Charles Tobias et Sam H. Stept, livret et mise en scène de Lew Brown : Mme Hawkins

## Filmographie partielle

### Cinéma

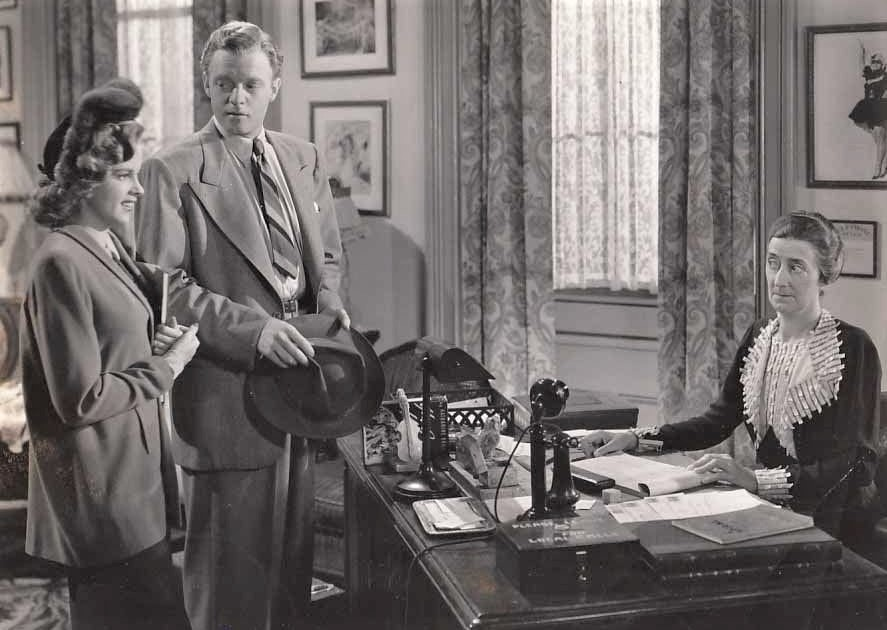
Dans Lily Mars vedette (1943),
avec Judy Garland et Van Heflin

- 1940 : Little Nellie Kelly de Norman Taurog : Mlle Corrigan
- 1940 : La Roulotte rouge ou La Belle Écuyère (Chad Hanna) d'Henry King : Mme Mott (rôle coupé au montage)
- 1941 : Les Oubliés (Blossoms in the Dust) de Mervyn LeRoy : Mme Brown
- 1941 : Le Mort fictif (Three Girls About Town) de Leigh Jason : Tessie Conarchy
- 1941 : Tu seras mon mari (Sun Valley Serenade) d'H. Bruce Humberstone : la gouvernante de Karen
- 1941 : Les Voyages de Sullivan (Sullivan's Travels) de Preston Sturges : Ursula
- 1942 : Ma femme est un ange (I Married an Angel) de W. S. Van Dyke : Mme Scallion
- 1942 : Ma sœur est capricieuse (My Sister Eileen) d'Alexander Hall : une future locataire
- 1943 : The Heat's On de Gregory Ratoff : Hannah Bainbridge
- 1943 : L'Étrange Incident (The Ox-Bow Incident) de William A. Wellman : Mlle Swanson
- 1943 : Un commando en Bretagne (Assignment in Brittany) de Jack Conway : Mme Perro
- 1943 : Lily Mars vedette (Presenting Lily Mars) de Norman Taurog : la directrice de la pension de famille
- 1943 : L'Amour travesti (Slightly Dangerous) de Wesley Ruggles : la propriétaire de Peggy
- 1943 : Young Ideas de Jules Dassin : une membre du club
- 1943 : Madame Curie (titre original) de Mervyn LeRoy : Mme Michaud
- 1944 : Caravane d'amour (Can't Help Singing) de Frank Ryan : la femme de Lemuel
- 1944 : Miracle au village (The Miracle of Morgan's Creek) de Preston Sturges : la femme du juge
- 1944 : San Diego I Love You de Reginald Le Borg : Mme Mainwaring
- 1944 : Le Bal des sirènes (Bathing Beauty) de George Sidney : Mme Phillips
- 1945 : L'Homme du Sud (The Southerner) de Jean Renoir : une cliente de l'épicerie
- 1945 : La Foire aux illusions (State Fair) de Walter Lang : la femme du fermier
- 1945 : Two O'Clock Courage d'Anthony Mann : Mme Daniels
- 1945 : The Woman Who Came Back de Walter Colmes (en) : Bessie
- 1946 : Le Journal d'une femme de chambre (The Diary of a Chambermaid) de Jean Renoir : Marianne
- 1946 : Voulez-vous m'aimer ? (Do You Love Me) de Gregory Ratoff : Mlle Wayburn
- 1946 : Frayeur (Fear) d'Alfred Zeisler : Mme Williams
- 1946 : La vie est belle (It's a Wonderful Life) de Frank Capra : la secrétaire de Potter
- 1947 : Embrassons-nous (I Wonder Who's Kissing Her Now) de Lloyd Bacon : Mlle Claybourne
- 1947 : Monsieur Verdoux (titre original) de Charlie Chaplin : Lena Couvais
- 1947 : Éternel Tourment (Cass Timberlane) de George Sidney : Tilda Hatter
- 1947 : Honni soit qui mal y pense (The Bishop's Whife) d'Henry Koster : la première dame chez Michel
- 1948 : L'Amour sous les toits (Apartment for Peggy) de George Seaton : Mme Landon
- 1948 : La mariée est folle (The Bride Goes Wild) de Norman Taurog : Mlle Williams
- 1948 : Ce bon vieux Sam (Good Sam) de Leo McCarey : la propriétaire
- 1948 : Ma femme et ses enfants (Family Honeymoon) de Claude Binyon : une servante
- 1949 : Le Rebelle (The Fountainhead) de King Vidor : la gouvernante de Dominique
- 1949 : Night Unto Night de Don Siegel : une servante de l'hôtel
- 1949 : Une balle dans le dos (Undertown) de William Castle : Mlle Prentiss
- 1949 : Roseanna McCoy d'Irving Reis et Nicholas Ray : la cousine Zinny
- 1950 : La Main noire (Black Hand) de Richard Thorpe : une touriste
- 1950 : J'ai trois amours (Please Believe Me) de Norman Taurog : Mlle Russell
- 1950 : La Jolie Fermière (Summer Stock) de Charles Walters : Constance Fliggerton
- 1950 : Harvey d'Henry Koster : Mme Halsey
- 1951 : Le Môme boule-de-gomme (The Lemon Drop Kid) de Sidney Lanfield et Frank Tashlin : Mme Santoro
- 1953 : La Femme au gardénia (The Blue Gardenia) de Fritz Lang : une femme de ménage
- 1953 : Casanova Junior (The Affairs of Dobbie Gillis) de Don Weis : la tante Naomi
- 1953 : Vaquero (Ride, Vaquero!) de John Farrow : la trésorière du Comité de l’école à la banque
- 1953 : Le Voleur de minuit (The Moonlighter) de Roy Rowland : Angelica Usqubaugh
- 1954 : L'Éternel féminin (Forever Female) d'Irving Rapper : la mère de Tommy
- 1955 : Beau fixe sur New York (It's Always Fair Weather) de Stanley Donen et Gene Kelly : la directrice de la maison Longwood
- 1955 : La Fureur de vivre (Rebel Without a Cause) de Nicholas Ray : la vieille institutrice
- 1956 : Énigme policière (The Scarlet Hour) de Michael Curtiz : la propriétaire
- 1958 : L'Or du Hollandais (The Badlanders) de Delmer Daves : une passagère de la diligence
- 1961 : Été et Fumées (Summer and Smoke) de Peter Glenville : une membre du comité
- 1965 : À corps perdu (A Rage to Live) de Walter Grauman : la diseuse de bonne aventure
- 1968 : Les Cinq Hors-la-loi (Firecreek) de Vincent McEveety : une villageoise
- 1968 : L'Étrangleur de Boston (The Boston Strangler) de Richard Fleischer : Emma Hodak
- 1968 : Rosemary's Baby de Roman Polanski : Mme Sabatini
- 1971 : Willard de Daniel Mann : Carrie Smith

### Télévision
(séries, sauf mention contraire)

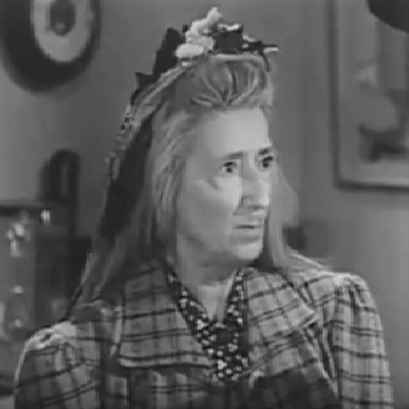
Dans Dick Tracy,
épisode B.O. Plenty's Folly (1950)

- 1950 : The Lone Ranger, saison 1, épisode 22 Les Voleurs de moutons (Sheep Thieves : Maria) de George Archainbaud et épisode 47 Le Mauvais Homme (The Wrong Man : Letty)
- 1950 : Dick Tracy, saison 2, épisode 8 B.O. Plenty's Folly et épisode 24 The Ghost of Gravel Gertie : Gravel Gertie
- 1952-1953 : Les Aventures de Superman (The Adventures of Superman), saison 1, épisode 6 Night of Terror (1952) de Lee Sholem et épisode 21 The Human Bomb (1953) de Lee Sholem : Mlle Bachrach
- 1952 : Cisco Kid
  - Saison 3, épisode 13 Thunderhead (1952 : la tante Christine) de Sobey Martin et épisode 14 Bell of Santa Margarita (1952 : Michaela) de Sobey Martin
  - Saison 4, épisode 12 The Racoon Story (1953) de Paul Landres : Sarah Hotchkiss
- 1955 : Lassie, saison 2, épisode 7 The Monster : Louise
- 1955-1957 : Les Aventuriers du Far West (Death Valley Days)
  - Saison 4, épisode 5 Miracle of the Sea Gulls (1955) de Stuart E. McGowan : Ellen Kimball
  - Saison 5, épisode 13 The Rosebush of Tombstone (1957) de Stuart E. McGowan : Nellie Cashman
- 1956 : Rintintin (The Adventures of Rin Tin Tin), saison 2, épisode 16 Le Trésor de l'écossais perdu (Scotchman's Gold) de Douglas Heyes : Missus Scrag
- 1957 : Cheyenne, saison 2, épisode 9 The Iron Trail de Leslie H. Martinson : Mme Thatcher
- 1958 : Monsieur et Madame détective (The Thin Man), saison 2, épisode 1 Scene of the Crime : Mme Shubert
- 1959-1960 : Alfred Hitchcock présente (Alfred Hitchcock Presents)
  - Saison 4, épisode 33 Le Tiroir secret (The Dusty Drawer, 1959) d'Herschel Daugherty : Mme Merrell
  - Saison 5, épisode 23 Le Testament de Craig (Craig's Wife, 1960) de Gene Reynolds : la gouvernante
- 1963 : Le Jeune Docteur Kildare (Dr. Kildare), saison 2, épisode 28 Tighttrope Into Nowhere d'Elliot Silverstein : Mme Bonner
- 1964 : Les Monstres (The Munsters), saison 1, épisode 3 Y'a des nuits comme ça (A Walk on the Mild Side) de Norman Abbott : la vieille femme
- 1967 : Laredo, saison 2, épisode 18 The Bitter Yen of General Ti : la première surveillante
- 1968 : Les Mystères de l'Ouest (The Wild Wild West), saison 4, épisode 4 La Nuit de l'éternelle jeunesse (The Night of the Sedgewick Curse) de Marvin J. Chomsky : Lavinia Sedgewick âgée
- 1969 : La Vieille Garde (The Over-the-Hill Gang) de Jean Yarbrough (téléfilm) : Mme Fletcher
- 1970 : Docteur Marcus Welby (Marcus Welby, M.D.), saison 2, épisode 4 Epidemic de Daniel Petrie : Mme Truscott